# Colgate Rochester Crozer Divinity School
La Colgate Rochester Crozer Divinity School est un institut de théologie baptiste à Upland (Pennsylvanie), aux États-Unis, affiliée aux American Baptist Churches USA.

## Histoire
En 1867, John Price Crozer, président du conseil d'administration de l'American Baptist Publication Society, a fait un don de bâtiment d’une école fondé par lui et du terrain à Upland (Pennsylvanie). 
L’école a ses origines dans la fondation de la Baptist Education Society de l'État de New York par treize hommes baptistes en 1817 . En 1819, l’école est approuvé par l'État et a ouvert en 1820. En 1823, le Baptist Theological Seminary de New York a fussioné avec elle pour former la Hamilton Literary & Theological Institution. Elle a été renommée Colgate Theological Seminary en 1835. En 1850, elle a ouvert un campus à Rochester. En 1928, les séminaires Colgate et Rochester ont fusionné pour former la Colgate Rochester Divinity School . En 1970, l'école a déménagé à Rochester (New York), et a fusionné avec le Crozer Theological Seminary pour devenir la Colgate Rochester Crozer Divinity School.
En 2016, elle a vendu son bâtiment du quartier de Highland Park à Rochester (New York) . En 2019, elle a déménagé dans un centre comercial, Village Gate Square, toujours à Rochester.

## Affiliations
Il est affilié aux Églises baptistes américaines USA .

## Anciens élèves
- James Edward Cheek, ancien président de Howard University [8]
- Martin Luther King Jr., pasteur baptiste et militant non-violent [9]